# Pleurophyllum
Pleurophyllum es un género de plantas fanerógamas perteneciente a la familia de las asteráceas. Comprende 9 especies descritas y solo 4 aceptadas.

## Taxonomía
El género fue descrito por Joseph Dalton Hooker y publicado en Fl. Antarctica 1: 30. 1844.

## Especies seleccionadas
A continuación se brinda un listado de las especies del género Pleurophyllum aceptadas hasta junio de 2012, ordenadas alfabéticamente. Para cada una se indica el nombre binomial seguido del autor, abreviado según las convenciones y usos.
- Pleurophyllum criniferum Hook.f.
- Pleurophyllum hookeri Buchanan
- Pleurophyllum oresigenesum Decne.
- Pleurophyllum speciosum Hook.f.